# Космос-1507
Космос-1507 је један од преко 2400 совјетских вјештачких сателита лансираних у оквиру програма Космос.
Космос-1507 је лансиран са космодрома Тјуратам, Бајконур, СССР, 29. октобра 1983. Ракета-носач је поставила сателит у орбиту око планете Земље. Маса сателита при лансирању је износила 3000 килограма. Космос-1507 је био војни извиђачки сателит за праћење флоте.